# 見坂峠 (福岡県)
見坂峠（みさかとうげ）は、福岡県福津市と宮若市とに跨る標高約170mの峠である。
福津市側は急カーブが連続して続き、交通上の難所となっている。対照的に宮若市側は陸上自衛隊飯塚駐屯地と西山訓練場を結ぶ経路となっているため道路の改良が進み、走りやすい。そのため、頂上から若宮ICにかけての区間では福岡県警のパトカーや白バイが交通違反の取締りに従事している様子が頻繁に目撃されている。
頂上の横に九州自動車道が通っている。